# Kalmasaari (ö i Naimakkajärvi, Enontekis)
Kalmasaari, enaresamiska: Jámetsuolu, är en ö i Finland. Den ligger i sjön Naimakkajärvi och i kommunen Enontekis i den ekonomiska regionen  Fjäll-Lappland  och landskapet Lappland, i den norra delen av landet, 1 000 km norr om huvudstaden Helsingfors. Öns area är 0,4 hektar och dess största längd är 100 meter i sydöst-nordvästlig riktning.